# بوسیدن روی ماه
بوسیدن روی ماه فیلمی به کارگردانی و نویسندگی همایون اسعدیان و تهیه‌کنندگی منوچهر محمدی محصول سال ۱۳۹۰ است.

## خلاصه داستان
این فیلم داستان احترام‌السادات و فروغ خانم که در همسایگی هم زندگی می‌کنند بیش از بیست سال است که در انتظار فرزندانشان هستند.

## جشنواره‌ها
جوایز فیلم بوسیدن روی ماه به شرح زیر است.
| بخش                       | نامزد          | نتیجه    | جایزه        |
| ------------------------- | -------------- | -------- | ------------ |
| بهترین فیلم               | منوچهر محمدی   | نامزدشده | سیمرغ بلورین |
| بهترین کارگردانی          | همایون اسعدیان | نامزدشده | سیمرغ بلورین |
| بهترین بازیگر نقش اول زن  | شیرین یزدان‌بخش | نامزدشده | سیمرغ بلورین |
| بهترین بازیگر نقش مکمل زن | شبنم مقدمی     | نامزدشده | سیمرغ بلورین |
| بهترین فیلمنامه           | همایون اسعدیان | نامزدشده | سیمرغ بلورین |
| بهترین صدابرداری          | ساسان نخعی     | برنده    | سیمرغ بلورین |
| بهترین فیلم‌برداری         | حسین جعفریان   | نامزدشده | سیمرغ بلورین |